# Pritchardia remota
Pritchardia remota är en enhjärtbladig växtart som först beskrevs av Carl Ernst Otto Kuntze, och fick sitt nu gällande namn av Odoardo Beccari. Pritchardia remota ingår i släktet Pritchardia och familjen Arecaceae. Inga underarter finns listade i Catalogue of Life.

## Bildgalleri

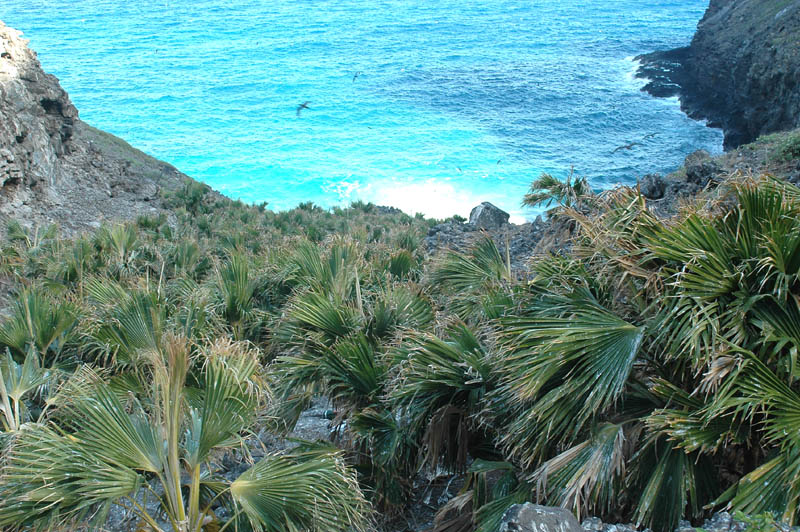
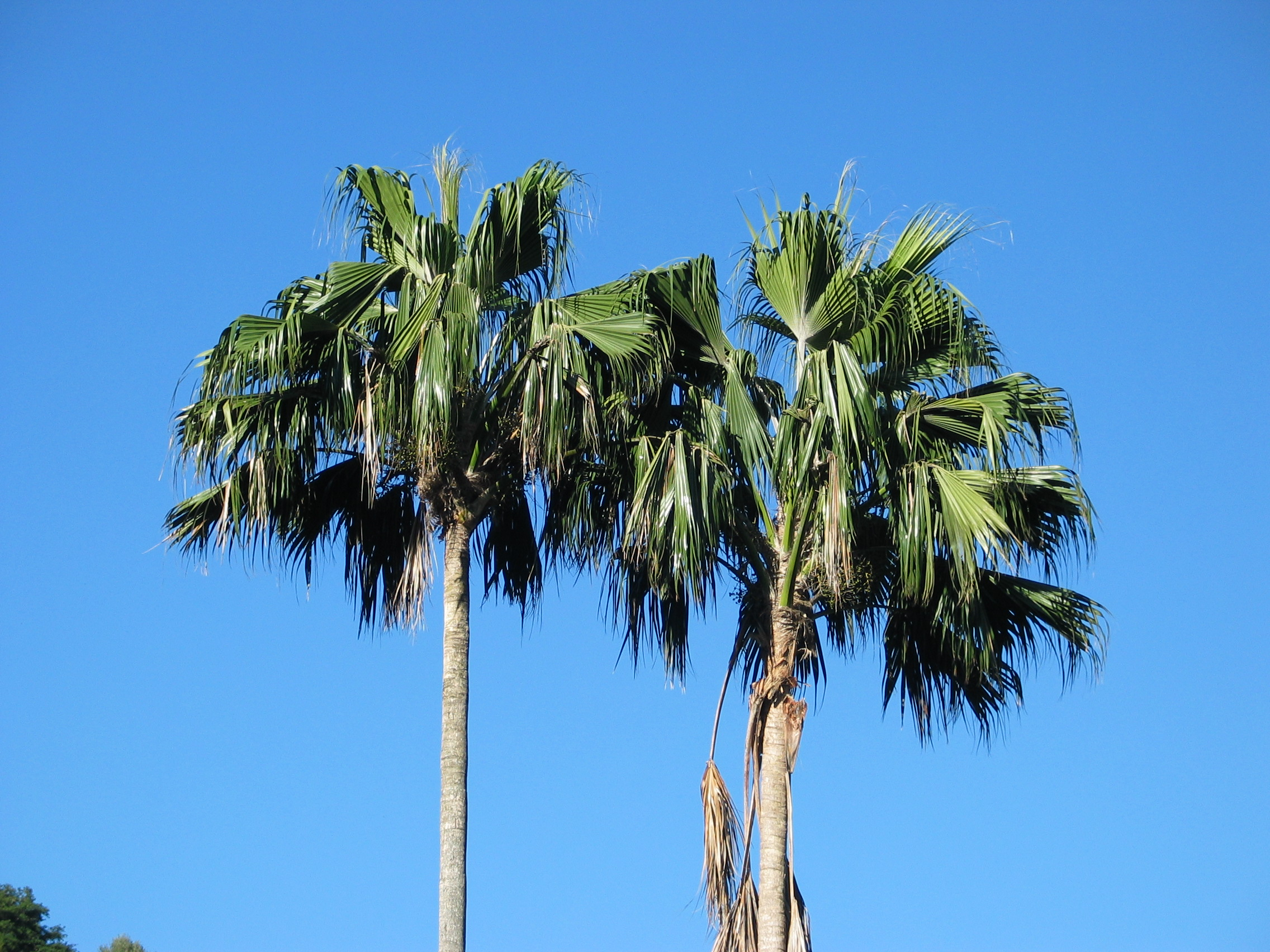
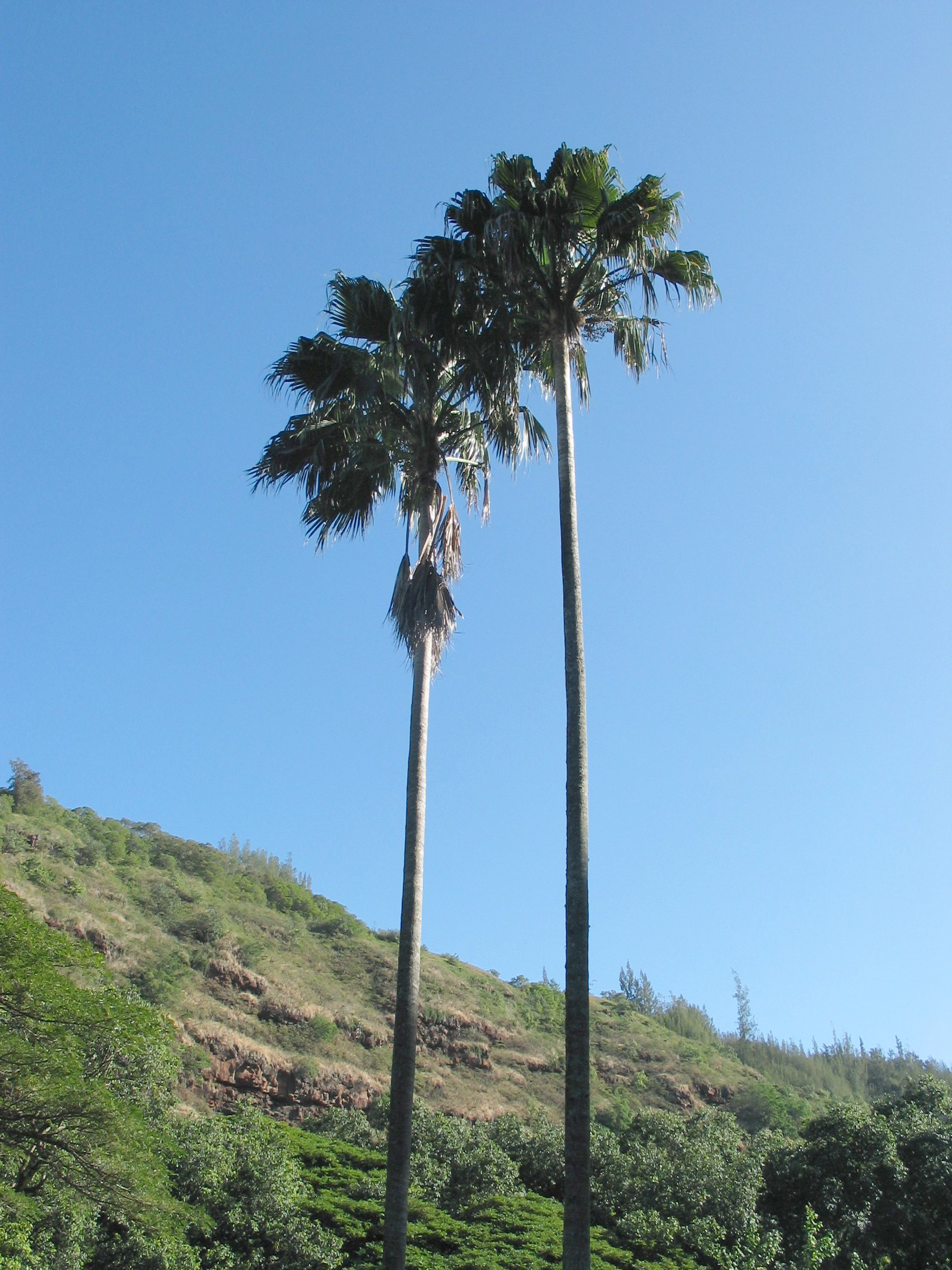
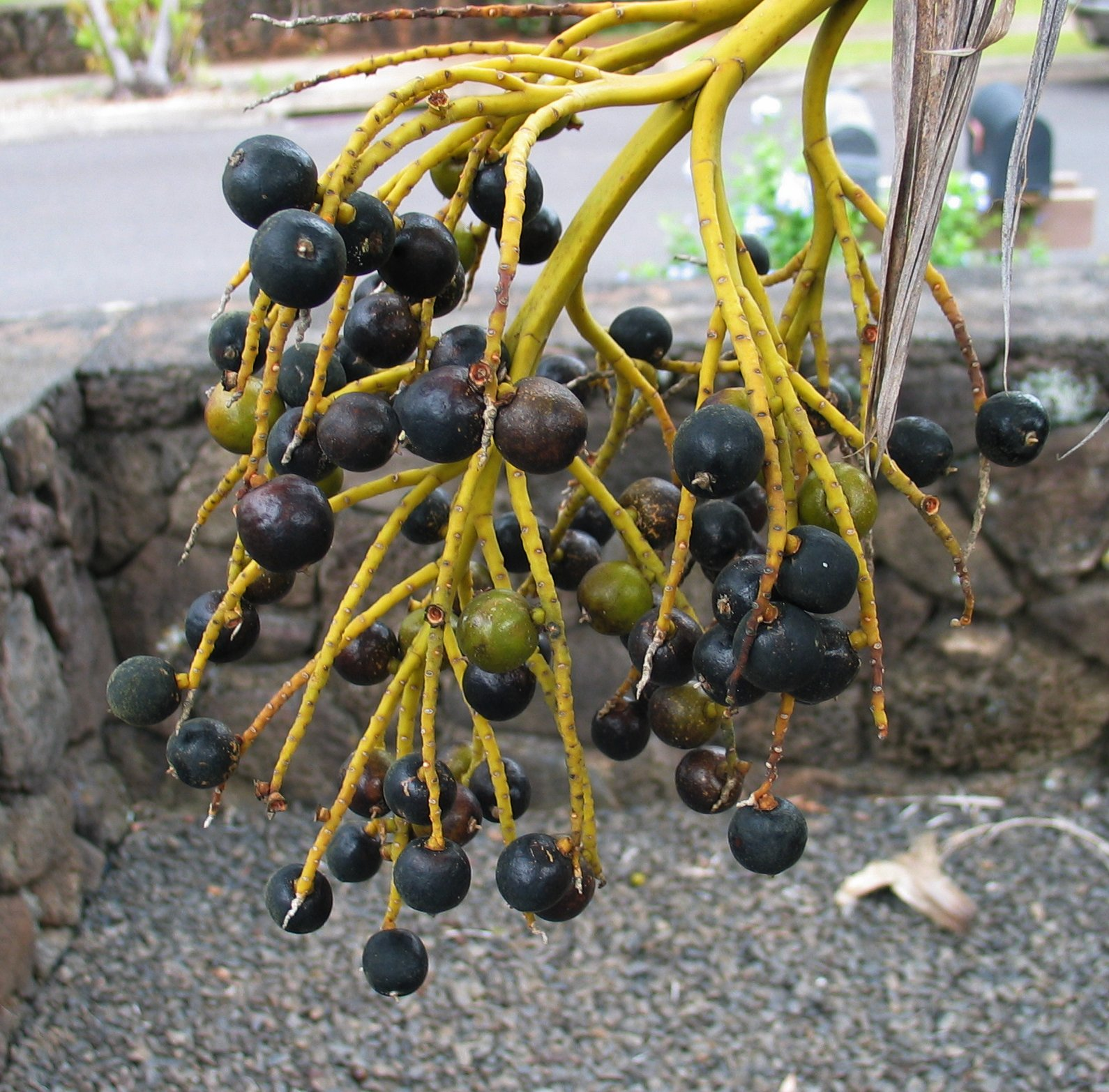
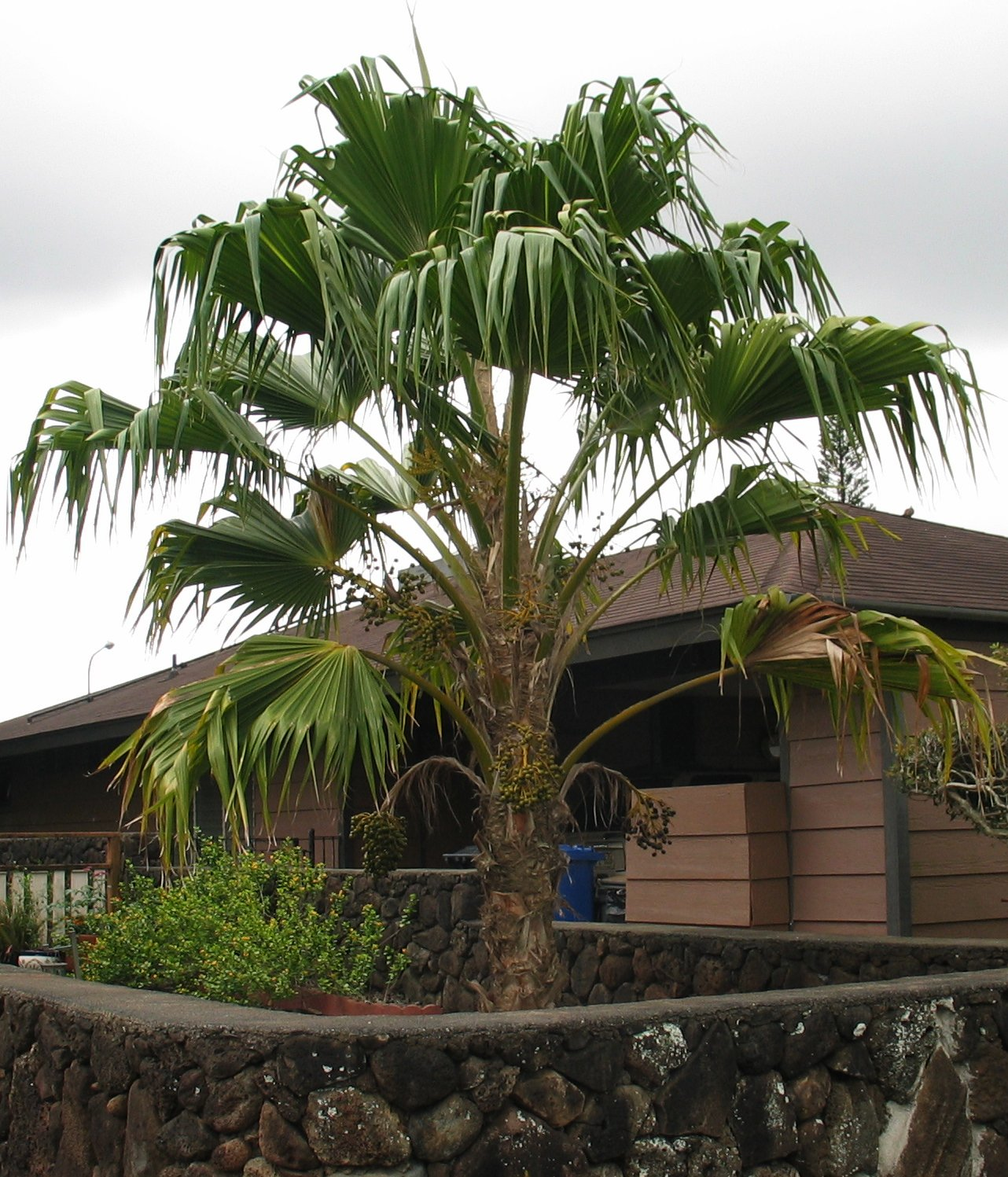
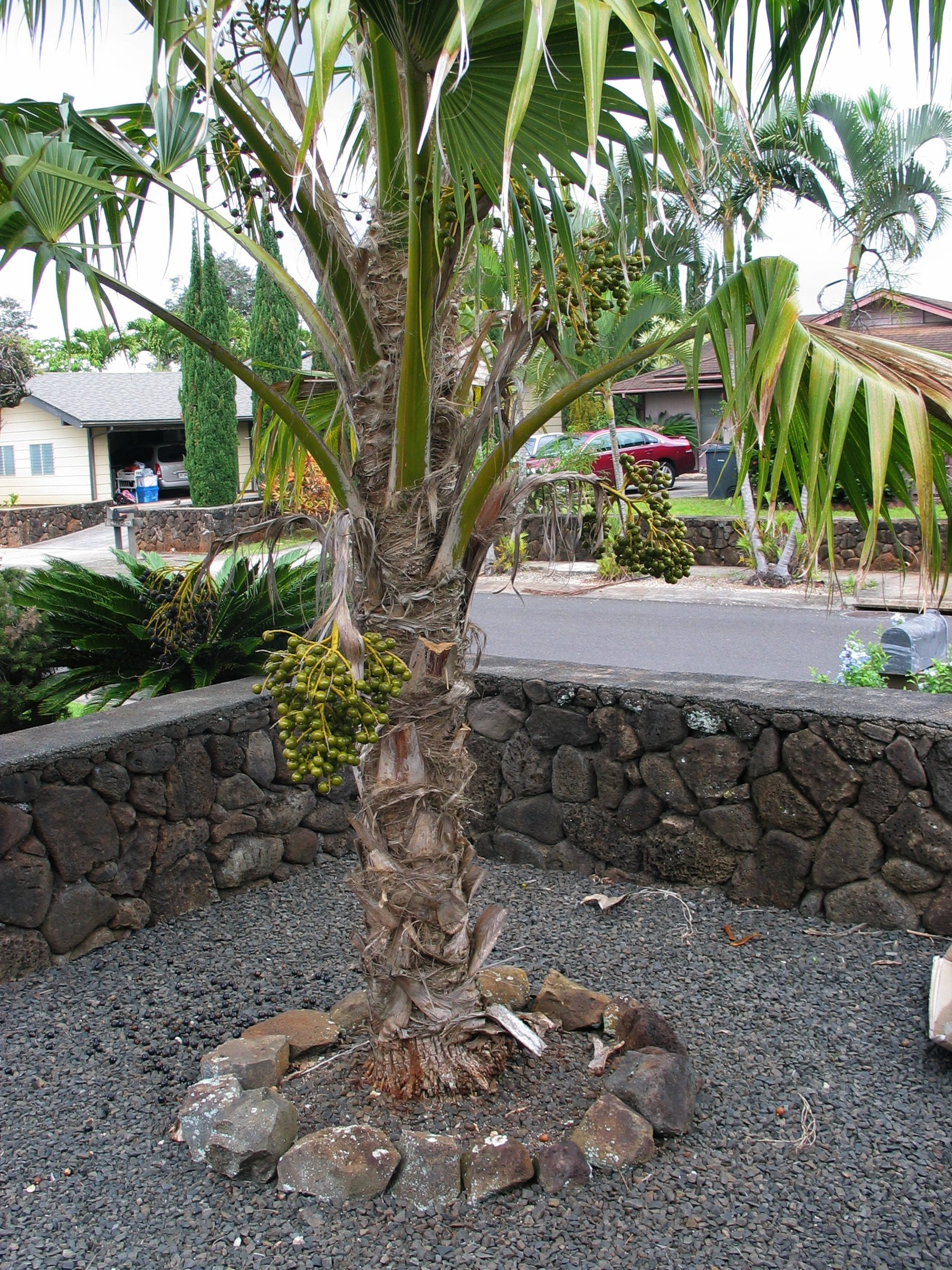